# Hedyotis membranacea
Hedyotis membranacea är en måreväxtart som beskrevs av George Henry Kendrick Thwaites. Hedyotis membranacea ingår i släktet Hedyotis och familjen måreväxter. Inga underarter finns listade i Catalogue of Life.